# Tomahowgh
Tomahowgh je debutové studiové album české hardrockové skupiny Dead Daniels, které vyšlo 14. května 2015.

## Seznam skladeb
Všechny skladby napsal(i) Tommy Wheeler, pokud není uvedeno jinak. 
| Pořadí | Název                   | Autor                          | Délka |
| ------ | ----------------------- | ------------------------------ | ----- |
| 1.     | Live to Ride            |                                | 3:11  |
| 2.     | La Vella                |                                | 3:50  |
| 3.     | Daniela                 |                                | 2:49  |
| 4.     | Bomber                  | Stanislav Šmeral, David Gebler | 2:57  |
| 5.     | Tomahawk                |                                | 2:55  |
| 6.     | Okeechobee              |                                | 3:24  |
| 7.     | Hej Ty                  |                                | 4:47  |
| 8.     | Hemanethake Chehentaamo |                                | 3:33  |
| 9.     | Kutl                    |                                | 4:29  |
| 10.    | Show                    |                                | 2:53  |

## Obsazení
- Tommy Wheeler – kytara, zpěv
- David Gebler – baskytara
- Stanislav Šmeral – bicí